# نیو شرون (آیووا)
نیو شرون (به انگلیسی: New Sharon) شهری در ایالت آیووا کشور ایالات متحده آمریکا است که جمعیت آن در سرشماری سال ۲۰۱۰ میلادی، ۱٬۲۹۳ نفر بوده‌است.